# 프티 플라워
《프티 플라워》(일본어: プチフラワー, 영어: Petit Flower)는 쇼가쿠칸에서 발행되던 일본의 만화 잡지이다. 1980년에 '계간'으로 창간되었고, 1981년에 '격월간'으로, 1984년부터 '월간'으로, 1988년부터 다시 '격월간'으로 변경되었다. 2002년 5월에 폐간되었으나 2004년 4월에 《플라워스》로 재창간되었다. 《마지널》, 《잔혹한 신이 지배한다》 등 하기오 모토의 작품을 다수 출간하였다.

## 연재 작품
- 바람과 나무의 시
- 바르바라 이계
- 마지널
- 잔혹한 신이 지배한다

## 같이 보기
- 플라워스